# Neodiplogaster pissodis
Neodiplogaster pissodis är en rundmaskart. Neodiplogaster pissodis ingår i släktet Neodiplogaster och familjen Diplogasteridae. Inga underarter finns listade i Catalogue of Life.